# Minami Kunzō

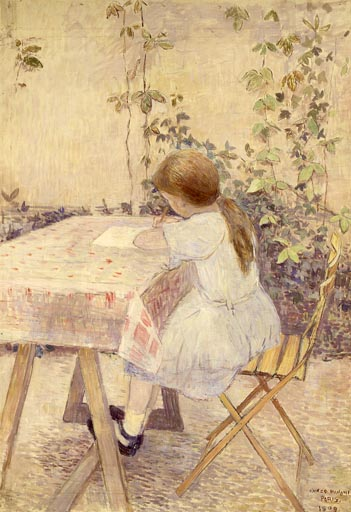
Mädchen, 1909

Minami Kunzō (japanisch 南 薫造; geb. 21. Juli 1883 in Uchi-no-umi (内海), heute Stadtteil Yasuura Kure, Präfektur Hiroshima; gest. 6. Januar 1950) war ein japanischer Maler im „westlichen Stil“ (Yōga) während der Meiji-, Taishō- und frühen Shōwa-Zeit. Kunzō ist auch bekannt für seine Aquarelle und Holzschnitte.

## Leben und Werk
Minami Kunzō besuchte ab 1902 die Abteilung für westliche Malerei der Kunsthochschule Tōkyō (heute Geidai), an der er unter Okada Saburōsuke studierte und 1907 seinen Abschluss machte. In der Zeit lernte er, zusammen mit dem Maler Hirai Takeo (平井 武雄) und anderen unter Tomimoto Kenkichi das Spiel auf der Mandoline. Kunzō behielt sein Leben lang Kontakte zu seinen Mitstudenten und anderen Freunden.
Kunzō  ging gleich nach Abschluss der Ausbildung 1907 für zehn Jahre nach Europa. In England studierte er zwei Jahre unter Borrow-Johnson, ging dann bis Januar 1910 nach Paris. In dieser Zeit besuchte er auch Deutschland, Italien und die Niederlande und kam so mit einem breiten Spektrum europäischer Malerei und Kultur in Berührung. Kunzō kam dabei auch mit den Künstlern Takamura Kōtarō, Shirataki Ikunosuke (白瀧 幾之助; 1873–1960) und Arishima Ikuma zusammen. Auch Tomimoto, der sich in London aufhielt, traf er des Öfteren dort.
Nach Kunzōs Rückkehr veranstaltete die Künstlergemeinschaft „Hakuba-kai“ (白馬会) unter Leitung von Arishima eine Ausstellung mit Werken aus seiner Europa-Zeit. Arishima gewann ihn für die Zeitschrift für Kunst und Literatur der Gegenwart „Shirakaba“, wo er für die Gestaltung des Umschlags zuständig wurde.
Mit seiner hellen und warmen Farbgebung gewann er aus der Bun-ten viermal einen 2. Preis. Nach 1916 wurde er sowohl auf der Bun-ten als auch bei der Nachfolgeorganisation Tei-ten als Jurymitglied. Weiter stellte Minami auf der jährlichen Ausstellung der Gesellschaft für Aquarellmalerei aus. 1918 wurde er Mitglied der Kōfu-kai (光風会). 1939 wurde er Mitglied der Kaiserlichen Akademie der Künste, 1932 wurde er zum Professor an der Kunsthochschule Tōkyō und 1944 zum Teishitsu gigei-in ernannt.
Kunzō reiste viel in Japan umher, um Skizzen und Aquarelle von Landschaften anzufertigen. Im Mai 1925 reiste er zusammen mit dem Maler Tsuji Hisashi (辻 永; 1884–1974) nach Korea.
Zu seinen typischen Bildern gehören „Ein Tag im Juni“ (六月の日 Rokugatsu no hi), „Weintrauben-Spalier“ (葡萄棚 Budō-dana), „Vorüberziehende Kraniche“ (鶴渡る Wataru tsuru) und „Morgen am Wasser“ (水辺朝 Mizube no asa).
Zu seinen Schülern zählen Ogi Tarō (荻 太郎; 1910–2009), Watanabe Takeo (渡辺 武夫; 1919–2003), Nomiyama Kyōji (野見山 暁治; * 1920), Niinobe Teruo (新延 輝雄; 1922–2012) und andere.

## Bilder

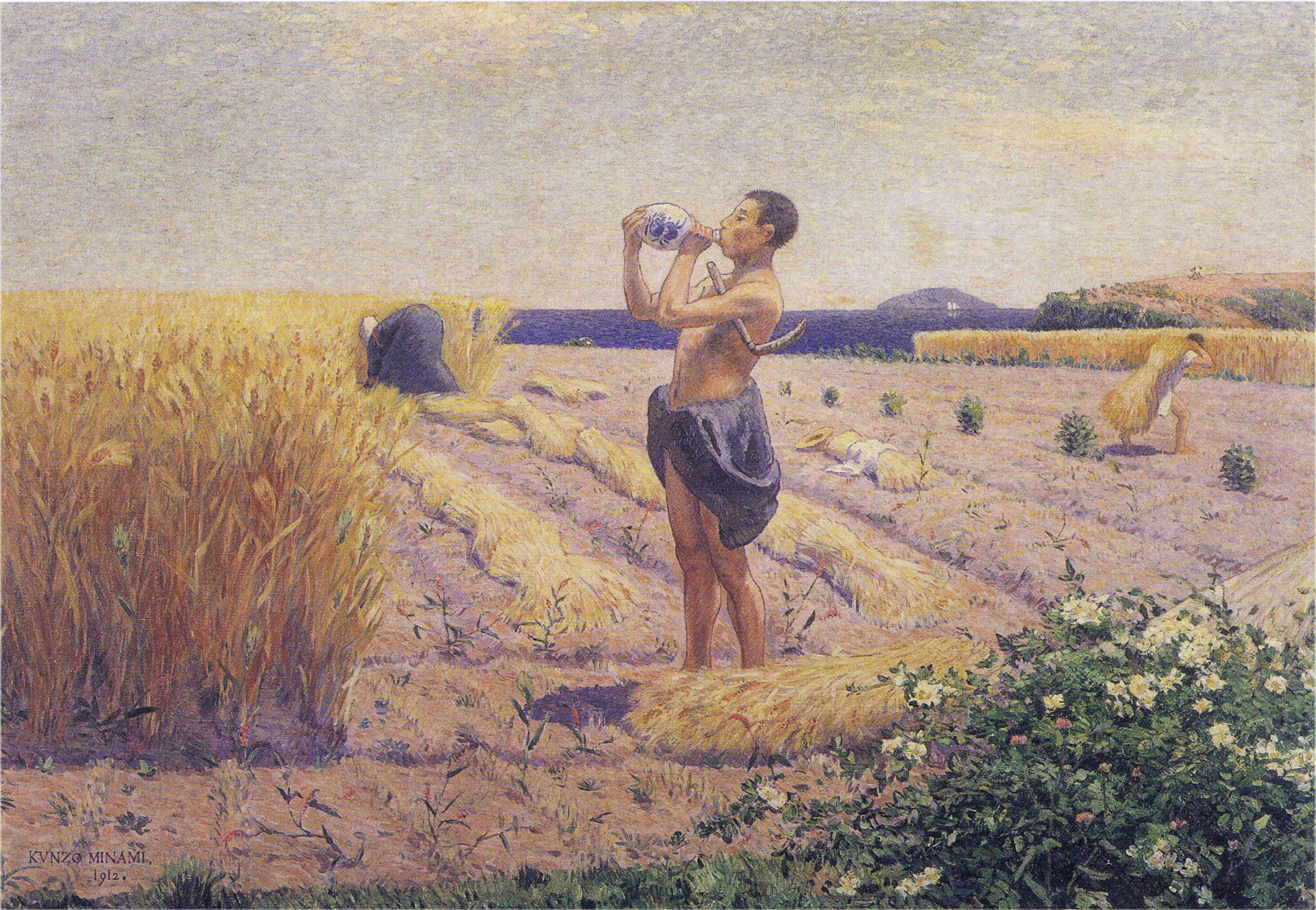
Ein Tag im Juni, 1909
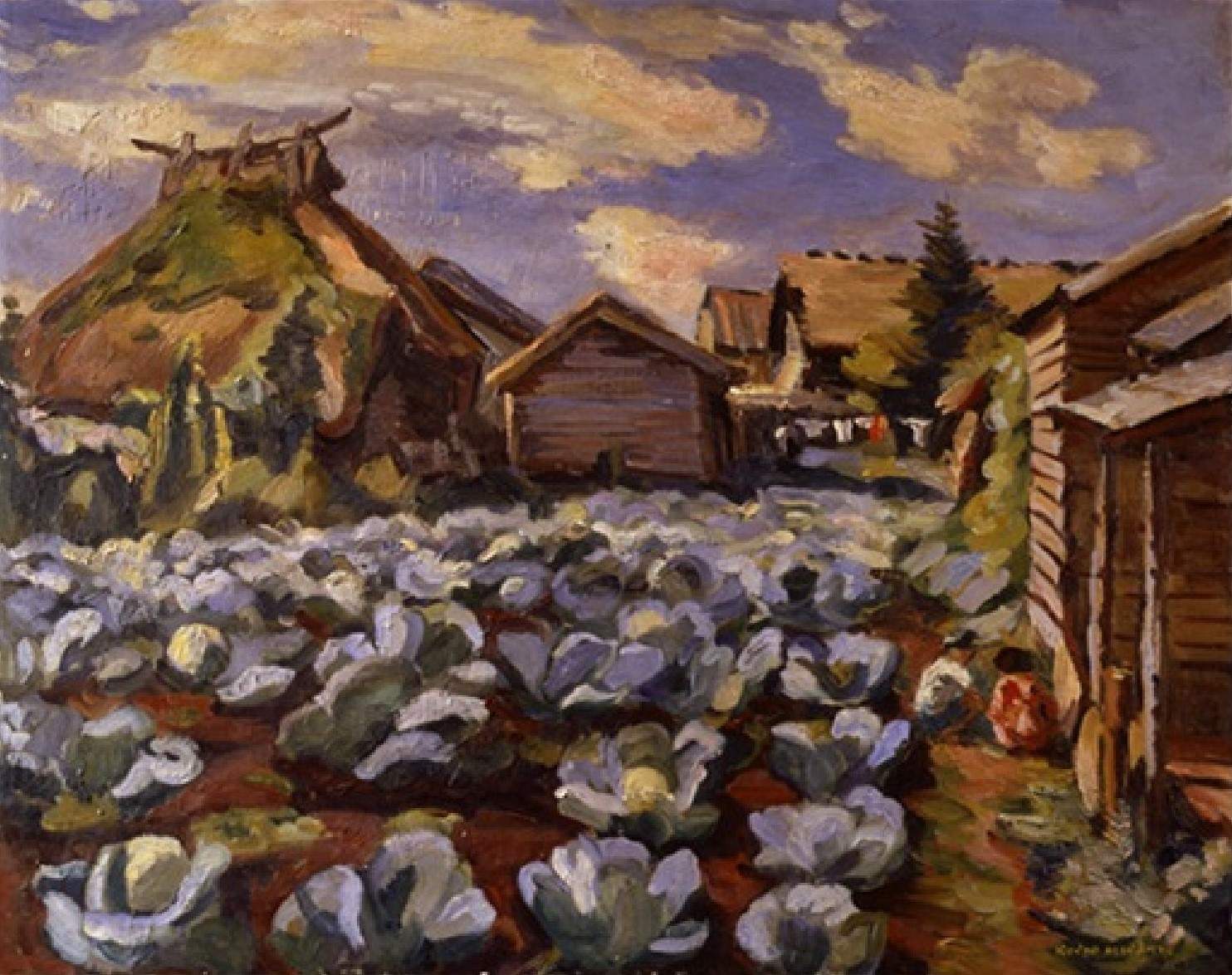
Morgen im Hochland
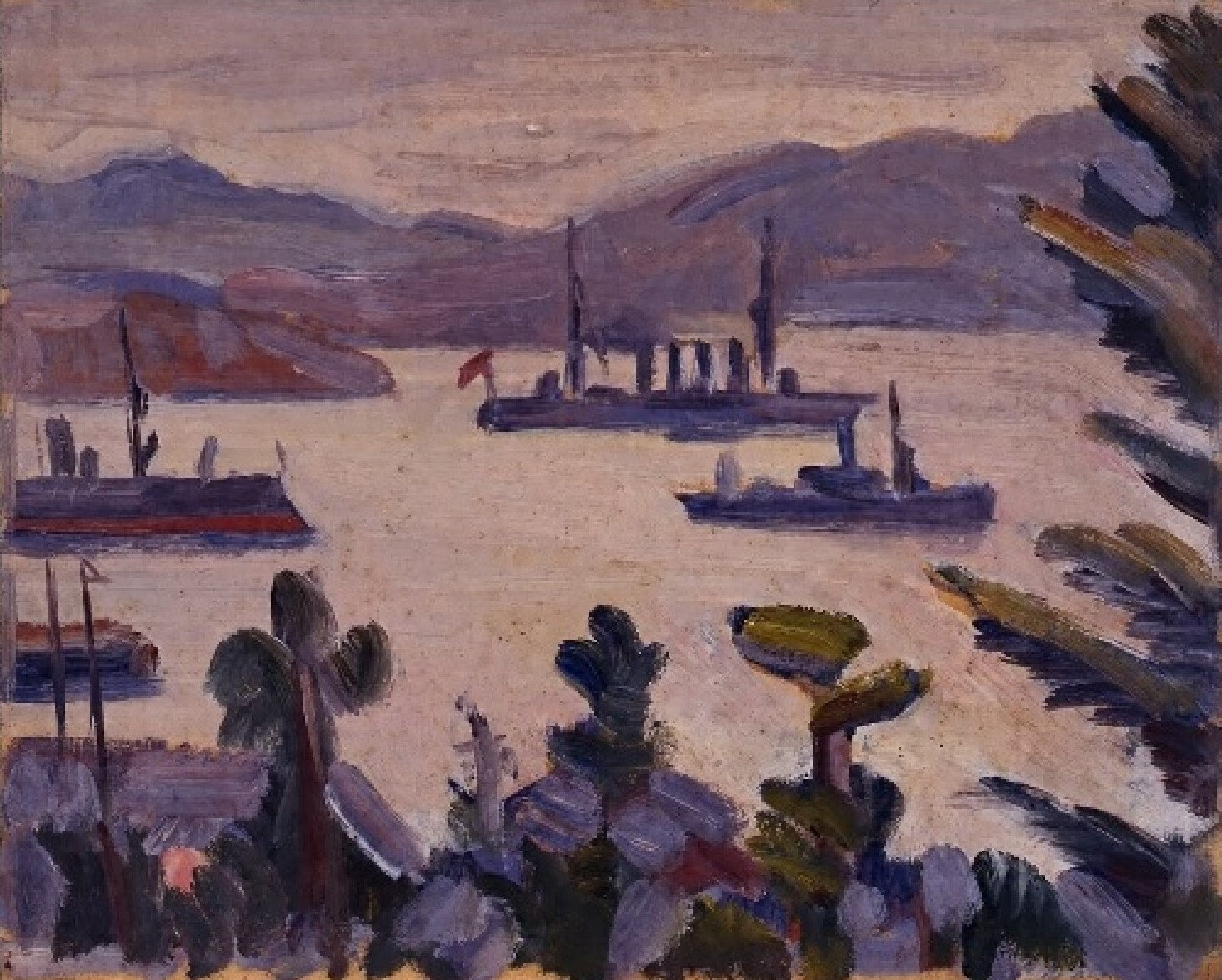
Hafen von Kure, 1926
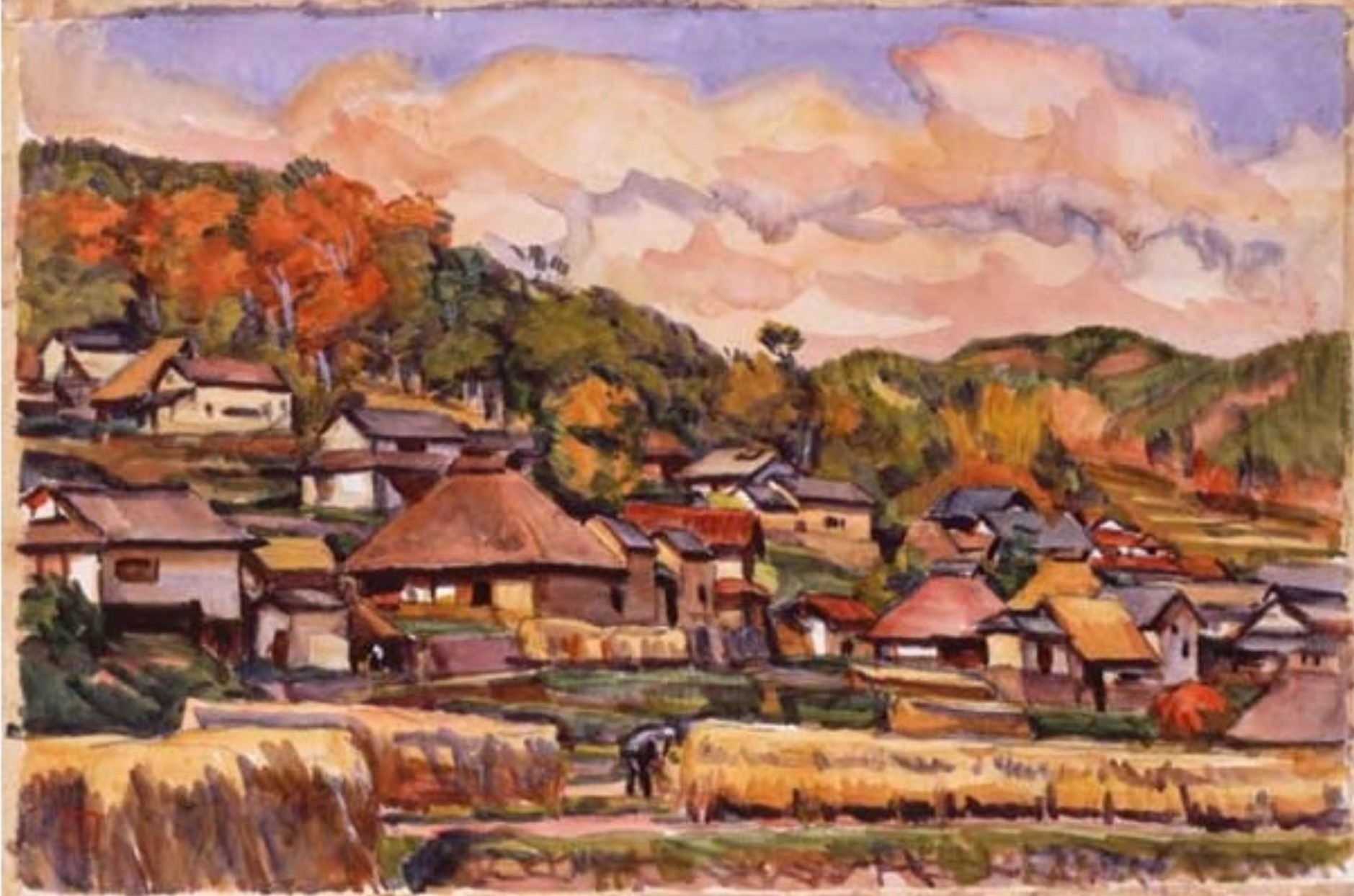
Herbst auf dem Lande (Aquarell), 1947
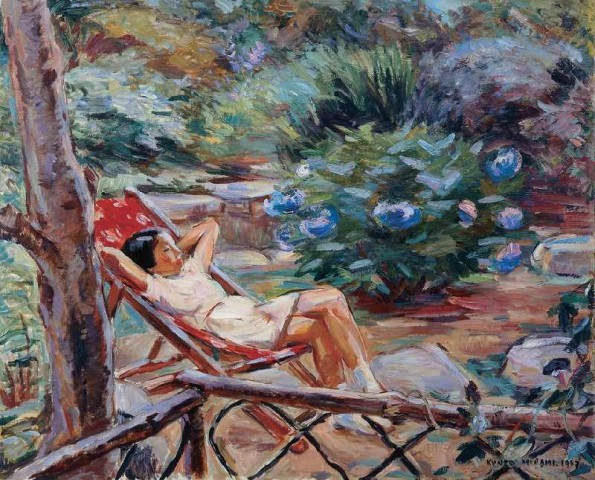
Im Garten, 1947